# Inuloides
Inuloides es un género monotípico de plantas fanerógamas perteneciente a la familia de las asteráceas. Su única especie Inuloides tomentosa es originaria de Irán.

## Taxonomía
Inuloides tomentosa fue descrita por (L.f.) B.Nord. y publicado en Compositae Newslett. 44: 44. 2006 
Sinonimia
- Calendula tomentosa L.f.
- Calendula tomentosa Thunb.
- Osteospermum cuspidatum DC.
- Osteospermum tomentosum (L.f.) Norl.
- Tripteris tomentosa (L.f.) Less.